# 김세인 (축구인)
김세인(한국 한자: 金世仁, 1976년 10월 2일 ~ )은 대한민국의 전 축구 선수이며, 포지션은 미드필더였다.